# Olumuyiwa Olamide Osifuye
Olumuyiwa Olamide Osifuye, né en 1960 à Lagos (Nigeria), est un photographe nigérian.

## Expositions (sélection)
- 2002 : Documenta11, Kassel
- 2003 : 50e Biennale de Venise
- 2004 : A Grain of Dust A Drop of Water 5e biennale de Gwangju, à Gwangju (Corée du Sud)
- 2007 : imagine art after, Tate Britain, Londres[2]